# Château de la Tour (Saint-Pierre-Canivet)
Pour les articles homonymes, voir Château de la Tour.
Le château de la Tour est une demeure, du XVIe siècle, qui se dresse sur le territoire de la commune française de Saint-Pierre-Canivet dans le département du Calvados, en région Normandie.
Le château est inscrit partiellement aux monuments historiques .

## Localisation
Le château est situé à 2 km au sud-ouest de la commune de Saint-Pierre-Canivet, dans le département français du Calvados.

## Historique
Le château a été construit à partir de 1769 par l'architecte Antoine Matthieu Le Carpentier pour le comte Louis-François-Anne de Séran et son épouse depuis 1757, Adélaïde de Bullioud, une des maîtresses de Louis XV et avec l'aide financière de ce dernier ; ils sont les ancêtres du comte Alain de La Moussaye. La comtesse de Séran en fit très vite l'un des rendez-vous les plus célèbres des écrivains du temps. Marmontel évoque dans ses Mémoires sa visite à la Tour.
Le domaine de la Tour est occupé en majeure partie par les bois du Roi, achetés au cours du XIXe siècle, qui ont été réunis au bois de la Tour. Les uns et les autres s'étendent au sud et à l'ouest du château sur 430 hectares[réf. souhaitée].

## Description
Le château de style Louis XVI arbore des lignes sobres qui contrastent avec la sculptures et le décor.

## Protection
Les façades et les toitures du château ; la cour d'honneur ; les douves entourant la cour d'honneur et le décor intérieur de la salle à manger, du salon et de la chambre dite de Madame de Séran sont inscrits au titre des monuments historiques par arrêté du 13 décembre 1967.